# 2755 Avicenna
2755 Avicenna eller 1973 SJ4 är en asteroid i huvudbältet som upptäcktes den 26 september 1973 av den ryska astronomen Ljudmila Tjernych vid Krims astrofysiska observatorium på Krim. Den har fått sitt namn efter den persiske vetenskapsmannen Avicenna.
Asteroiden har en diameter på ungefär 11 kilometer.